# Село Новокиенка
Село́ Новоки́енка (каз. Новокиенка ауылы) — административная единица в составе Жаксынского района Акмолинской области Республики Казахстан. Административный центр и единственный населённый пункт — село Новокиенка.
С 27 июля 2021 года акимом села является Садыков Болат Каратаевич.

## История
По состоянию на 1989 год существовал Новокиенский сельсовет (сёла Новокиенка и Парчёвка).
В декабре 2018 года село Парвёчка было ликвидировано путём вхождения в состав села Новокиенка, тогда же сельский округ был преобразован в село.

## Население
| Численность населения села | Численность населения села | Численность населения села |
| 1989                       | 1999                       | 2009                       |
| -------------------------- | -------------------------- | -------------------------- |
| 1 186                      | 1 142                      | 860                        |

## Состав
| Населённый пункт | Тип населённого пункта       | Население, человек (1989) | Население, человек (1999) | Население, человек (2009) |
| ---------------- | ---------------------------- | ------------------------- | ------------------------- | ------------------------- |
| Новокиенка       | административный центр, село | 970                       | 922                       | 723                       |
| Парчёвка         | село (бывшее)                | 216                       | 220                       | 137                       |

## Промышленность
Базовое хозяйство села представляет ТОО Новокиенка, основной деятельностью которого является производство продукции растениеводства и животноводства. Также имеются 11 крестьянских хозяйств и 8 индивидуальных предпринимателей.
На территории села есть 4 частных магазина, где имеются все товары первой необходимости, работает магазин строительных товаров ИП Садрединов.

## Объекты села

### Объекты образования
Есть средняя школа, с проектной мощностью 150 человек и пришкольный мини-центр с охватом 25 детей, с полным днем пребывания. Функционирует сельская библиотека с книжным фондом в 13300 экземпляров.

### Объекты здравоохранения
Новокиенский Медицинский пункт оказывает медицинскую помощь жителям села, со штатом два специалиста среднего персонала.